# Charles Scudder
Charles White Scudder (Saint Louis, 29 luglio 1864 – Saint Louis, 5 gennaio 1939) è stato un golfista statunitense.

## Carriera
Scudder partecipò al torneo individuale di golf ai Giochi olimpici di Saint Louis 1904, in cui giunse trentacinquesimo a pari merito con Tim Boyd.